# The Chain (filme)
The Chain é um filme de drama e comédia britânico de 1984, dirigido por Jack Gold. É protagonizado por Maurice Denham, Nigel Hawthorne, Denis Lawson e Leo McKern. O filme foi produzido e distribuído pela Film Four International.

## Sinopse
The Chain conta a história de sete famílias que compõem uma cadeia de propriedade circular e vários funcionários da empresa que se deslocam, que têm a tarefa de ajudar cada família em sua mudança. Segue-se as provações e tribulações, de trivial a profunda, cada agregado familiar e motor (que são cada um culpado de um dos sete pecados mortais) perdura durante o processo de mudança.
Em 1994, uma série spin-off, Moving Story, foi feita para a ITV, na qual Warren Clarke fez o papel de Bamber.